# Kraftwerk Liddell
Das Kraftwerk Liddell (englisch Liddell Power Station) ist ein Kohlekraftwerk in New South Wales, Australien. Es liegt rund 100 Kilometer nordwestlich von Newcastle zwischen den Orten Muswellbrook und Singleton im Hunter Valley in einem Gebiet mit vielen Kohlenminen. Das Kraftwerk ist im Besitz der AGL Energy und wird auch von AGL Energy betrieben. Im April 2015 gab AGL bekannt, dass Liddell 2022 stillgelegt werden soll.
Das Kraftwerk liegt am Südwestufer des Lake Liddell, der als Kühlwasserspeicher angelegt wurde. Das Wasser stammt aus dem Hunter River. Zusammen mit dem einen Kilometer entfernten Kraftwerk Bayswater produziert das Kraftwerk Liddell rund 30 % des Energiebedarfs von New South Wales.

## Daten
Mit einer installierten Leistung von 2 GW ist Liddell eines der leistungsstärksten Kraftwerke in Australien. Die Jahreserzeugung schwankt: sie lag 2003 bei 8,969 Mrd. kWh und 2008 bei 11,135 Mrd. kWh. Dementsprechend variiert der Verbrauch an Steinkohle: er lag 2003 bei 4,47 Mio. t und 2008 bei 5,58 Mio. t. Liddell dient zur Abdeckung der Grundlast.

## Kraftwerksblöcke
Das Kraftwerk besteht aus insgesamt vier Blöcken, die von 1971 bis 1973 in Betrieb gingen. Die folgende Tabelle gibt einen Überblick:
| Block | Max. Leistung (MW) | Betriebsbeginn | Turbine | Generator | Dampfkessel |
| ----- | ------------------ | -------------- | ------- | --------- | ----------- |
| 1     | 500                | 1971           | GE      | GE        | C-E         |
| 2     | 500                | 1972           | GE      | GE        | C-E         |
| 3     | 500                | 1972           | GE      | GE        | C-E         |
| 4     | 500                | 1973           | GE      | GE        | C-E         |

Die maximale Leistung der vier Blöcke lag ursprünglich bei jeweils 500 MW; AGL gab 2017 bekannt, dass die Leistung aufgrund des Alters der Anlagen nur noch bei jeweils 420 MW liegt.